# Ед Крижановський
Ед Крижановський (англ. Ed Kryzanowski, 14 листопада 1925, Форт-Френсиз — 29 квітня 2007) — канадський хокеїст, що грав на позиції захисника.

## Ігрова кар'єра
Професійну хокейну кар'єру розпочав 1948 року. Протягом професійної клубної ігрової кар'єри, що тривала 13 років, захищав кольори команд «Бостон Брюїнс» та «Чикаго Блекгокс». Загалом у Національній хокейній лізі зіграв 237 матчів.